# Bad Boys Blue
Bad Boys Blue ist eine 1984 gegründete Popmusik-Gruppe, die in der zweiten Hälfte der 1980er Jahre zu den erfolgreichsten Vertretern im Bereich Euro Disco gehörte. Im Verlauf ihrer Karriere gab es zahlreiche Umbesetzungen der Band; einzig John McInerney ist seit der Gründung dabei.

## Bandgeschichte

### 1984–1989
Für ihr Label Coconut Records suchten Tony Hendrik und seine Frau Karin van Haaren im Sommer 1984 nach Musikern, mit denen sie eigene musikalische Ideen umsetzen wollten. Schließlich wurde aus dem US-Amerikaner Andrew Freddie Thomas, dem Briten John Edward McInerney und dem Jamaikaner Trevor Oliver Taylor die Band Bad Boys Blue gebildet. Zunächst fand die Gruppe keine größere Beachtung; die Debütsingle L. O. V. E. in My Car floppte. Doch bereits mit der zweiten Single You're a Woman kam der Durchbruch. Der Titel stieg im Sommer 1985 bis auf Platz 8 der deutschen Charts und konnte sich neun Wochen lang in den Top Ten behaupten. In einigen Ländern (u. a. Österreich) gelang sogar der Sprung an die Spitze der Charts. In den nächsten Jahren folgten weitere Hits, wie I Wanna Hear Your Heartbeat (Sunday Girl), Come Back and Stay, A World Without You (Michelle) und Lady in Black.
Im Jahre 1988 stieg Trevor Taylor aus, nachdem er als bisheriger Leadsänger von John McInerney abgelöst worden war. Für die Single Hungry for Love kehrte er im Folgejahr noch einmal kurz zur Gruppe zurück, um sie dann endgültig zu verlassen. Als neuer dritter Mann wurde Trevor Bannister engagiert.

### 1990–1999
Anfang der 1990er Jahre war die Gruppe zunächst weiterhin erfolgreich, doch nach 1991 blieb der kommerzielle Erfolg im deutschsprachigen Raum aus. Mehrere Tourneen durch Russland, die Ukraine und das Baltikum brachten zu dieser Zeit einen großen Popularitätszuwachs in Osteuropa. Hingegen misslang der Versuch, auch im Vereinigten Königreich und den USA Fuß zu fassen; lediglich mit der Single Save Your Love konnten sie sich in den US-Charts platzieren.
Mit dem Ausstieg von Trevor Bannister schrumpfte Bad Boys Blue 1993 zum Duo. John McInerney und Andrew Thomas trennten sich von ihren bisherigen Produzenten und wechselten von Coconut Records zum Label Intercord. Doch auch mit neuem Musikstil (Eurodance) fand man nicht zu den alten Erfolgen zurück. 1995 stieß Mo Russel zur Gruppe und übernahm die Rolle des Leadsängers und Texters. Die Band kehrte 1998 zu Coconut Records zurück. Unter dem Eindruck des äußerst erfolgreichen Modern-Talking-Revivals veröffentlichte man ebenfalls neue Versionen der alten Hits, bei denen Kevin McCoy die Rap-Parts übernahm. Mit Tony Hendrik und David Brandes wurden in der Folge auch neue Titel produziert. Die Alben Back und ...continued wurden die größten kommerziellen Erfolge der letzten Jahre.
Nach der Veröffentlichung von Follow the Light im Herbst 1999 stieg Mo Russel aus. Für ihn wurde Kevin McCoy 2000 festes Mitglied von Bad Boys Blue.

### 2000–2009
Im Juli 2000 erschien das Album Tonite, das mangels Promotion völlig floppte; auf Entscheid der Plattenfirma gab es außer der Vorab-Single I’ll Be Good keine weitere Auskopplung. Im Jahr darauf wurde die vertragliche Zusammenarbeit von Bad Boys Blue und Coconut Records abermals beendet.
2002 unterzeichnete die Gruppe einen Vertrag beim Label Bros Music von David Brandes und begann die Arbeit an einem neuen Album, das im Sommer 2003 erschien. Die Reaktion auf das mit Brandes produzierte Album Around the World und die daraus ausgekoppelte Single Lover on the Line blieb jedoch verhalten; Album und Single war jeweils nur ein kurzer Aufenthalt in den deutschen Charts beschieden. Während die Gruppe daher nur wenige Auftritte im deutschsprachigen Raum absolvierte, fanden 2004 vor allem Konzerte in Osteuropa statt, wo die Gruppe populär war. Die Auftritte bestritt Bad Boys Blue indes nur noch als Duo, nachdem Kevin McCoy die Gruppe zwischenzeitlich verlassen hatte, um seiner Frau in die USA zu folgen.
Im Januar 2005 fand das letzte gemeinsame Konzert von John McInerney und Andrew Thomas statt, wenig später trennten sich ihre Wege. John McInerney, nunmehr einziges verbliebenes Gründungsmitglied, trat zunächst als Solokünstler auf. Carlos Ferreira stieß im Januar 2006 zu ihm, gemeinsam nahmen sie ein neues Album auf und gingen auf Tour. Da der Bandname im Jahr 2001 in gemeinschaftlichen Besitz von John McInerney und Andrew Thomas übergegangen war, wurde bei Neuveröffentlichungen, etwa dem Album Heart and Soul (2008), der Zusatz „featuring John McInerney“ angefügt.
 Andrew Thomas gründete zusammen mit Kevin und Herbert McCoy (dieser wurde später von Jeremy Cummins ersetzt) die Formation The Real Bad Boys Blue. Bei Auftritten mit alten Songs verwendeten sie für ihr Playback jedoch alte Aufnahmen, so dass die Stimmen von Trevor Taylor und John McInerney zu hören waren.
Am 19. Januar 2008 starb Trevor Taylor durch einen Herzinfarkt. Andrew Thomas erlag am 21. Juli 2009 einem Krebsleiden. Im Oktober des Jahres erschien die Kompilation Unforgettable zum Andenken an die beiden verstorbenen Gründungsmitglieder.

### Seit 2010
Am 27. August 2010 erfolgte die Veröffentlichung des Doppel-Albums 25 (in Anlehnung an das 25-jährige Bestehen der Formation), für das zahlreiche alte Titel neu eingespielt wurden.
Im April 2017 verunglückte John McInerney in Russland mit seinem Auto schwer. Der Sänger brach sich bei dem Unfall eine Rippe und zog sich weitere innere Verletzungen zu. Seine Beifahrer (unter anderem seine Frau Sylvia) blieben unverletzt.
Am 23. Oktober 2020 wurde das neue Album Tears Turning To Ice veröffentlicht. Das Album wurde von David Brandes und Felix J. Gauder produziert.

## Diskografie
Studioalben

| Jahr | Titel                | Höchstplatzierung, Gesamtwochen, AuszeichnungChartplatzierungen (Jahr, Titel, Platzierungen, Wochen, Auszeichnungen, Anmerkungen) | Höchstplatzierung, Gesamtwochen, AuszeichnungChartplatzierungen (Jahr, Titel, Platzierungen, Wochen, Auszeichnungen, Anmerkungen) | Höchstplatzierung, Gesamtwochen, AuszeichnungChartplatzierungen (Jahr, Titel, Platzierungen, Wochen, Auszeichnungen, Anmerkungen) | Höchstplatzierung, Gesamtwochen, AuszeichnungChartplatzierungen (Jahr, Titel, Platzierungen, Wochen, Auszeichnungen, Anmerkungen) | Anmerkungen                                               |
| Jahr | Titel                | DE | AT | CH | US | Anmerkungen                                               |
| ---- | -------------------- | --- | --- | --- | --- | --------------------------------------------------------- |
| 1985 | Hot Girls, Bad Boys  | DE50 (3 Wo.)DE | — | CH9 (7 Wo.)CH | — | Erstveröffentlichung: 8. September 1985                   |
| 1986 | Heart Beat           | — | — | — | — | Erstveröffentlichung: Oktober 1986                        |
| 1987 | Love Is No Crime     | — | — | — | — | Erstveröffentlichung: Oktober 1987                        |
| 1988 | My Blue World        | DE48 (5 Wo.)DE | — | — | — | Erstveröffentlichung: 7. November 1988                    |
| 1989 | The Fifth            | — | — | — | — | Erstveröffentlichung: Oktober 1989 Verkäufe: + 30.114     |
| 1990 | Game of Love         | — | — | — | — | Erstveröffentlichung: 22. Oktober 1990 Verkäufe: + 28.722 |
| 1991 | House of Silence     | — | — | — | — | Erstveröffentlichung: 1991 Verkäufe: + 29.227             |
| 1992 | Totally              | DE83 (7 Wo.)DE | — | — | — | Erstveröffentlichung: 26. Oktober 1992                    |
| 1994 | To Blue Horizons     | DE83 (5 Wo.)DE | — | — | — | Erstveröffentlichung: 24. März 1994                       |
| 1995 | Bang Bang Bang       | — | — | — | — | Erstveröffentlichung: April 1995                          |
| 1999 | Follow the Light     | DE80 (1 Wo.)DE | — | — | — | Erstveröffentlichung: 27. September 1999                  |
| 2000 | Tonite               | — | — | — | — | Erstveröffentlichung: 24. Juli 2000                       |
| 2003 | Around the World     | DE43 (1 Wo.)DE | — | — | — | Erstveröffentlichung: 4. August 2003                      |
| 2008 | Heart & Soul         | — | — | — | — | Erstveröffentlichung: 13. Juni 2008                       |
| 2020 | Tears Turning To Ice | — | — | — | — | Erstveröffentlichung: 23. Oktober 2020                    |